# 德安馬迴嶺戰鬥
德安馬迴嶺戰鬥發生於1926年10月30日－11月5日，地點則是在中國贛北一帶，是國民革命軍北伐戰爭的戰鬥之一。德安馬迴嶺戰鬥的交戰雙方，一方為國民革命軍，另一方為六方面軍顏景琮部。

## 參看
- 中華民國北洋政府時期內戰戰鬥列表